# مقاطعة كلينتون (آيوا)
مقاطعة كلينتون (بالإنجليزية: Clinton County)‏ هي إحدى مقاطعات ولاية آيوا في الولايات المتحدة الأمريكية.